# 奥拉夫·马沙尔
奥拉夫·马沙尔（德語：Olaf Marschall，1966年3月19日—），德国前男子足球运动员，场上位置是前锋。他曾代表德国国家队参加1998年国际足联世界杯，结果队伍止步八强。